# Seikai no Monshō
Seikai no Monshō (jap. 星界の紋章 „Die Krone der Sterne“) ist eine 1996 erschienene dreibändige Light-Novel-Reihe von Hiroyuki Morioka, die zum Genre der Space Opera zählt. Neben den Romanen gibt es eine darauf basierende Anime- und Manga-Reihe.
Im Anschluss von Seikai no Monshō erschienen weitere Roman-, Manga- und Animereihen namens Seikai no Senki (jap. 星界の戦旗 „Das Banner der Sterne“) und Seikai no Danshō (星界の断章, „Der Splitter der Sterne“), die eine Weitererzählung der Seikai no Monshō-Reihe sind.

## Handlung
Seikai no monshō handelt von Jint Lynn, einem jungen Prinzen. Als Jint noch ein kleiner Junge war, fand eine Invasion seiner Heimatwelt Martine durch die Abh statt, eine von den Menschen abstammende Rasse, die fast ausschließlich im Weltraum lebt. Jints Vater Rock Lynn, zur Zeit der Invasion Präsident von Martine, kapitulierte im Austausch gegen Adelstitel und die weitere Herrschaft über Martine, wobei der Planet weiterhin autonom bleibt. Der junge Jint wurde in eine Schule geschickt, wo er die Werte der Abh lernen sollte. Nach Abschluss dieser Schule soll er seine Ausbildung an einer Militärschule fortsetzen. Auf dem Weg dorthin wird er zunächst von der jungen Abh Lamhirh (sprich Lafiel) mit einem Shuttle zum Raumschiff Gauthloth gebracht. Jint und Lamhirh werden Freunde. An Bord angekommen erfährt Jint von der Kommandantin der Gauthloth, dass Lamhirh eine Prinzessin ist und zur Herrscherfamilie der Abh gehört, was die Beziehung zwischen Jint und Lamhirh erheblich kompliziert. Die Reise mit der Gauthloth währt noch nicht lange, da finden sich die beiden Hauptpersonen der Geschichte bereits mitten in den Anfängen eines Krieges zwischen dem Kaiserreich der Abh und der Allianz der vier Nationen der Menschheit wieder.

## Charaktere
Die Hauptcharaktere sind Jint und Lamhirh. Im Mittelpunkt der Handlung steht die Entwicklung der Beziehung der beiden. Die übrigen Charaktere fügen der Geschichte weitere Facetten hinzu und verdeutlichen die ziemlich schwierigen und ungewöhnlichen Bedingungen, unter denen sich diese Beziehung entwickelt.
- Jint Lynn/Linn ssynec Rocr Dreuc Haïder Ghintec (リン・スューヌ＝ロク・ハイド伯爵・ジント), wurde auf dem Planeten Martine im Hyde-Sternensystem geboren. Er ist der Sohn von Rock Lynn, des Präsidenten zur Zeit der Invasion durch die Abh. In der Folge der Invasion erhielt Jinto einen Adelstitel und wurde zum Prinzen des Hyde-Systems. Er ist nun auch ein Abh, obgleich er nicht durch genetische Veränderungen das Abh-typische Aussehen erhalten hat.
- Ablïarsec néïc Dubreuscr Bœrh Parhynr Lamhirh (アブリアル・ネイ＝ドゥブレスク・パリューニュ子爵・ラフィール) ist eine Abh-Prinzessin, die Enkelin der Abh-Kaiserin. Wie alle Abh besitzt sie blaue Haare sowie eine natürliche Lebenserwartung von über 200 Jahren. Lamhirh hat graue Augen.

## Veröffentlichungen

### Romane
Die japanischen Romane erschienen von 1996 bis 2007 im japanischen Verlag Hayakawa Bunko.
Die Trilogie Seikai no Monshō besteht aus folgenden Büchern:
- Seikai no Monshō I: Teikoku no Ōjo (星界の紋章I 帝国の王女 „Die Prinzessin des Kaiserreichs“). 1996, ISBN 4-15-030547-1.
- Seikai no Monshō II: Sasayaka na Tatakai (星界の紋章II ささやかな戦い „Ein bescheidener Krieg“). 1996, ISBN 4-15-030552-8.
- Seikai no Monshō III: Ikyō e no Kikan (星界の紋章III 異郷への帰還 „Rückkehr in die Fremde“). 1996, ISBN 4-15-030555-2.

Seikai no Senki besteht aus folgenden Büchern:
- Seikai no Senki I: Kizuna no Katachi (星界の戦旗I 絆のかたち „Die Form der Fessel“). 1996, ISBN 4-15-030573-0.
- Seikai no Senki II: Mamoru Beki Mono (星界の戦旗II 守るべきもの „Das, was beschützt werden soll“). 1998, ISBN 4-15-030603-6.
- Seikai no Senki III: Kazoku no Shokutaku (星界の戦旗III 家族の食卓 „Familientafel“). 2001, ISBN 4-15-030660-5.
- Seikai no Senki IV: Kishimu Jikū (星界の戦旗IV 軋む時空 „Knirschende Raumzeit“). 2004, ISBN 4-15-030774-1.
- Seikai no Senki V: Shukumei no Shirabe (星界の戦旗V 宿命の調べ „Schicksalshafte Untersuchung“). 2013, ISBN 978-4-15-031106-3.

Der letzte Zyklus Seikai no Danshō besteht aus folgenden Büchern:
- Seikai no Danshō I (星界の断章I). 2005, ISBN 4-15-030802-0.
- Seikai no Danshō II (星界の断章II). 2007, ISBN 978-4-15-030880-3.
- Seikai no Danshō III (星界の断章III). 2014, ISBN 978-4-15-031153-7)

Auf Englisch sind folgende Übersetzungen von Sekai no Monshō bei Tokyopop in den USA erschienen:
- Crest of the Stars: Princess of the Empire. 2006, ISBN 1-59816-575-5.
- Crest of the Stars: A Modest War. 2007, ISBN 978-1-59816-576-0.
- Crest of the Stars: Return to a Strange World. 2007, ISBN 978-1-59816-577-7.

### Manga
Die Manga-Reihe besteht aus den drei Bänden Seikai no Monshō, Seikai no Senki: Kizuna no Katachi und Seikai no Senki 2: Mamoru beki mono. Sie erschien in Japan zwischen 2000 und 2002 bei Dengeki Comics. Die Illustrationen der ersten beiden Bände stammen von Toshihiro Ono, die des dritten von Wasō Miyakoshi (宮越 和草). Aya Yoshinaga (吉永 亜矢), die bereits bei der ersten Serie für die Gesamthandlung verantwortlich war, war dies auch beim ersten Manga-Band. Außerhalb Japans erschien die Reihe in den USA im Jahr 2004 bei Tokyopop unter dem Titel Seikai Trilogy.
Am 22. Mai 2012 startete im Webmanga-Magazin FlexComix Next eine von Kōichirō Yonemura gezeichnete Neufassung. Nach Einstellung des Magazins wechselte die Serie zum Web-Magazin Comic Meteor im Oktober 2012. Die Kapitel wurden in bisher (Stand: Juli 2015) drei Sammelbänden zusammengefasst.

### Anime
Die Anime-Fernsehserie besteht aus 13 Folgen und wurde im japanischen Fernsehen auf dem Sender WOWOW ausgestrahlt. Die Serie besitzt 2 Sequels, zum Seikai no Senki (Banner of the Stars, 13 Episoden) und Seikai no Senki II (Banner of the Stars II, 10 Episoden). Die Hauptserie sowie das erste Sequel wurden jeweils zu einem Film zusammengeschnitten. Die Filme tragen die Titel Crest of the Stars Special Edition und Banner of the Stars Special Edition. Neben den Fernsehserien gibt noch 2 OVA-Produktionen, Seikai no Danshō (Crest of the Stars Lost Chapter) und Seikai no Senki III (Banner of the Stars), die 2005 in Japan erschienen sind. Crest of the Stars wurde von Bandai 1999 in Japan und 2001 in den USA veröffentlicht.

## Sprache
Ein auffälliges Charakteristikum der Romane und der Anime ist die Tatsache, dass Morioka eine eigene Sprache (Baronh) sowie ein dazugehöriges Alphabet (Ath) entwickelt hat. Baronh ist die Sprache der Abh, die gesprochen, gelesen und geschrieben werden kann und auf Altjapanisch basiert, wie es bis zum Anfang des neunten Jahrhunderts verwendet wurde.
Morioka nutzt Furigana, um den Leser die Wörter in Baronh lesen zu lassen. In japanischen Texten werden oft über die Wörter, die in Kanji geschrieben sind, die Aussprachen hinzugefügt. Normalerweise geschieht dies über den Kanji, die der durchschnittliche Japaner nicht kennt. Manchmal wird allerdings bewusst eine andere Aussprache angegeben, um dem Leser zwar die Bedeutung des Wortes zu zeigen, eigentlich aber ein anderes Wort zu schreiben (Beispielsweise englische Wörter, denen aber die Bedeutung in Kanji zugrunde liegt). Das heißt, dass nicht das eigentliche Wort in der Zeile gelesen werden soll, sondern die Furigana darüber.
Als Beispiel lässt sich z. B. das Wort für „Kaiserreich“ angeben. Dies wird in der japanischen Ausgabe folgenderweise notiert (Benötigt einen Browser, der Ruby-Markup korrekt verarbeiten kann):
| Japanisch | Japanisch romanisiert | Deutsch     | Baronh |
| --------- | --------------------- | ----------- | ------ |
| 帝国      | teikoku               | Kaiserreich |        |

Derlei Angaben lassen sich im gesamten Buch finden, allerdings erst ab dem Zeitpunkt, ab dem Ghintec die Abh getroffen hat. Da sich diese Angabe nur in der japanischen Typographie nachbilden lässt, wurde beispielsweise in der englischen Übersetzung darauf verzichtet und die Baronh in Klammern hinter dem englischen Wort notiert. In Gesprächen wurden dagegen nur die Wörter in Baronh geschrieben. Eine englische Bedeutung entfällt. Dafür bietet die englische Ausgabe ein Wörterverzeichnis, was der japanischen Ausgabe fehlt.
Der Einsatz von konstruierten Sprachen als Stilmittel für Erzählungen ist zwar relativ selten aber keinesfalls ungewöhnlich. Die bekannteste konstruierte Sprache ist sicherlich das Neusprech aus Orwells Roman 1984.
Im Bereich der Fantasy sind eine Fülle derartiger Sprachen anzutreffen. Am ausgereiftesten sind hierbei sicherlich die Sprachen und Schriften in Tolkiens Welt, die der englische Philologe und Schriftsteller J. R. R. Tolkien in Der Herr der Ringe verwendet hat.
Auch im Bereich der Science-Fiction sind konstruierte Sprachen unterschiedlichster Art anzutreffen, von denen jedoch nur die von Marc Okrand entwickelte klingonische Sprache aus dem Star-Trek-Universum einen größeren Bekanntheitsgrad erlangt hat.